# Schakelprogramma
Een schakelprogramma bestaat uit een of meerdere leerjaren die een student kan volgen om van de ene opleiding over te stappen naar een andere. Het vaakst wordt dit ingericht als men van een professionele bachelor wil verder studeren in een (academische) master.

## Enkele voorbeelden
- na een professionele bachelor elektronica volgt men één jaar schakelprogramma, meestal à rato van 60 studiepunten, om daarna een master in de industriële wetenschappen te volgen (industrieel ingenieur).
- na een bacheloropleiding in de artsenstudie wil men verderstuderen in een master dierenarts. Men zal dan de ontbrekende vakken moeten inhalen in een voorbereidingsprogramma.